# Grant Showbiz
Grant Showbiz är en brittisk musikproducent som bland annat producerat the Smiths och Billy Bragg. Han har också varit medlem i den elektroniska musikduon Moodswings, som i början av 1990-talet hade en hit med låten "Spiritual High (State of Independence)".